# Ashikaga Yoshiharu
Ashikaga Yoshiharu (足利 義晴?; 2 aprile 1511 – 20 maggio 1550) è stato un militare giapponese.
Figlio di Ashikaga Yoshizumi, fu il dodicesimo shōgun dello shogunato Ashikaga.
Dopo che suo cugino Yoshitane si scontrò con il kanrei del Kantō Hosokawa Takakuni per il controllo dello shogunato e fu costretto a fuggire nell'isola di Awaji nel 1521, Yoshiharu fu messo al suo posto da Takakuni come uno shōgun fantoccio.  Privo di qualsivoglia potere politico e ripetutamente scacciato dalla capitale Kyōto durante gli scontri tra daimyō rivali, abdicò infine nel 1546 a causa di uno scontro politico tra Miyoshi Nagayoshi e Hosokawa Harumoto, nominando suo erede suo figlio Yoshiteru.
Yoshiharu era shōgun nel 1542, quando avvenne il primo contatto tra Giappone ed Europa, allorché una nave portoghese, dopo aver perso la rotta per la Cina, sbarcò nell'arcipelago.